# 阿克希薩爾
阿克希薩爾是土耳其的城鎮，始建於公元前3000年，古稱推雅推喇。位於該國西部，伊斯坦堡以南，雅典以東，距地中海約100公里，面積1,750平方公里，海拔高度93米。現由馬尼薩省負責管轄，該鎮出產全國一成煙草，2009年人口100,897。

## 外部連結
- akhisar.com web portal – A nonprofit information site about Akhisar
- MANİSA Gölmarmara Eseler (İsalar) Village （页面存档备份，存于）